# Демо (группа)
Демо, также Demo — российская поп-группа. Основана в 1999 году в Москве продюсерами Вадимом Поляковым-Мидлером и Дмитрием Постоваловым. В том же году в группу была приглашена вокалистка Александра Зверева. Широко известна в СНГ хитами «2000 лет» и «Солнышко». 
Группа является лауреатом премий «Золотой Граммофон», «100-пудовый хит», двух премий «Песня года» и многих региональных премий. Официально днём рождения группы считается день первого публичного выступления в «МДМ», а именно 26 апреля 1999 года. Музыку и тексты песен проекта изначально писали только Постовалов и Мидлер, а после ухода Постовалова из группы в 2002 году некоторые композиции стали писаться другими авторами. В 2011 году в группу пришла новая вокалистка Дарья Победоносцева, а в 2019 году её сменила Любовь Толкунова (LOVE Ti). Также в 2018 году в группу вернулся Постовалов.

## 1999
В 1999 году 17-летняя студентка Александра Зверева  услышала о создании нового музыкального проекта и решилась прийти на кастинг. Пройдя его, Зверева стала вокалисткой группы «Демо», а в феврале началась запись первых песен — «Солнышко» и «2000 лет». Кроме Зверевой, в проекте принимают участие танцоры Мария Железнякова и Данила Поляков. Осенью режиссёром А. Игудиным был снят клип на песню «Солнышко» и показан на телевидении.
В ноябре 1999 года группу покидают Железнякова, не успевающая совмещать работу в группе с учёбой в Плехановской академии, и Поляков, получивший предложение о работе ассистента для репетиций у режиссёра Василия Бархатова в Большом театре. На их место в группу приходят бывшая танцовщица группы «НА-НА» Анна Зайцева и экс-танцор балета «Дункан» Павел Пеняев.

## 2000—2002
В 2000 году начинает работать Интернет-сайт группы.
После того, как состоялись первые гастроли коллектива в России, Прибалтике, Израиле, Австралии, Великобритании, у группы выходит альбом «Солнышко». В конце года проходят гастроли в Германии, Англии, США.
Вскоре группу покидает один из продюсеров — Дмитрий Постовалов. Выходят альбомы «Выше неба» и «До свидания, лето», проводится тур по городам США.

## 2003—2007
В 2003 году наступил спад популярности группы. В конце 2006 года был записан альбом «Запрещённые песни», выход которого состоялся в 2007 году. Несмотря на это, деятельность группы становится более пассивной и получает меньшее освещение в прессе.

## 2009—2010
В 2009 году в группу возвращается один из её основателей — Дмитрий Постовалов, а у Александры Зверевой рождается второй ребёнок. Группу покидают танцоры Павел Пеняев и Анна Зайцева (ушли к Анжелике Варум). Demo становится одним из хедлайнеров ретромегаденса «ДискотЭка-2008» в Санкт-Петербурге.
26 апреля в Москве проходит юбилейный концерт в клубе «Точка». После концерта Дмитрий Постовалов официально заявил Мидлеру, что вновь покидает группу.
После юбилейного концерта и до конца 2011 года группа посетила около 40 городов России, Европы и Америки с концертами. В середине 2009 года группой были записаны 3 новые песни: «Точка», «Первый поцелуй» и «Не молчи», на последнюю позже снят видеоклип в Санкт-Петербурге.

## 2011
В апреле записана песня «Создай движение», которая впоследствии очень часто ротировалась летом на танцевальных радиостанциях России. В конце года была выпущена новая версия этой песни «Новый год идёт (радуга ремикс 2011)».
По итогам 2010 года программе «Бубен года» на радио DFM группа Demo вошла в ТОР-100 на почётном 6-м месте среди российских поп-команд. Среди иностранных песен, по версии DFM, группа ДЕМО заняла 63 место. Также записана песня «Расплетает косы весна», которая по результатам тестирования радиостанций набрала максимально высокий балл, но по ряду причин так и не попала в ротации сетевых радиостанций.

## 2012
12 марта группа выступила в СК «Олимпийский» на фестивале «СупердискотЭка». В мае Вадим Поляков и Александра Зверева официально заявили, что они прекращают совместную деятельность. Александра Зверева занялась сольной карьерой, а Мидлер нашёл новую солистку для группы — Дарью Победоносцеву. Решением суда РФ А.Зверевой запрещено исполнять песни группы «ДЕМО» . Девушка перебралась жить в США, где занялась дизайном одежды и линией косметики. В июне состоялись съёмки клипа на новую песню «Kiss my lips» с новой солисткой. Премьера клипа состоялась 1 сентября и вызвала неоднозначные отклики: как негативные (со стороны поклонников Александры Зверевой), так и позитивные. 10 октября вышла первая песня в исполнении Даши Победоносцевой на русском языке «Солнечный дождь». 14 ноября состоялся релиз ещё одной песни на английском языке «So hard».

## 2013—2017
Записаны новые песни, на которые также сняты клипы: «Мимо облаков», «Это лето», а также песни «В невесомости», «Любовь за нас».
В новом составе группа ДЕМО продолжает активно гастролировать по России, странам СНГ и в странах Европы, Азии и Ближнего Востока.

## 2018—2019
12 июня 2018 года продюсеры группы DEMO Вадим Мидлер (Поляков) и Дмитрий Постовалов подписали договор о сотрудничестве с Любой Толкуновой (LoveT).
Композитор и саунд-продюсер Дмитрий Постовалов и автор слов Вадим Поляков приступили к записи нового альбома и подготовке концертной программы DEMO & LoveT.
25 января 2019 выходит первый сингл, песня «Романтика». 26 апреля, в день 20-летнего юбилея группы, выходит песня «Осознанно (Для тебя)».

## Состав группы
- Вадим Мидлер (Поляков) — продюсер, автор песен и музыки.
- Дмитрий Постовалов — продюсер, автор песен и музыки.
- Любовь Толкунова — вокал
- Павел Панов — танцор
- Вадим Разживин — танцор
- Александр Пермяков — танцор
- Данила Ратушев — танцор

Бывшие участники:
- Александра Зверева — вокалистка
- Мария Железнякова — танцовщица
- Данила Поляков — танцор
- Павел Пеняев — танцор
- Анна Зайцева — танцовщица
- Дарья Победоносцева — певица

## Дискография

### Солнышко (1999)
1. Солнышко — 04:19
2. 2000 лет — 04:59
3. Полёт — 05:13
4. Я мечтаю — 04:25
5. Грусть — 03:54
6. На краю света — 03:49
7. Я не знаю — 04:50
8. Время меняет — 05:37
9. Разрушенный храм — 04:41
10. Я не знаю (Trance remix) — 03:58
11. Я мечтаю (Extended club mix) — 05:43
12. Солнышко (Electro mix) — 04:22
13. S.S.P. Muzica — 04:56

### DJ Remix 2000 (2000)
1. Всё просто..! (Original mix) — 05:15
2. Я делаю вдох (Original mix) — 05:16
3. Я делаю вдох (DJ Nikk pumping mix) — 07:00
4. Я не знаю (Грув break mix) — 04:21
5. Я делаю вдох (Arrival project RMX) — 05:04
6. Время меняет (Cosmonaut’s (RadioTrance) remix) — 06:22
7. Солнышко (DJ Фонарь и Секвенция trance mix) — 06:15
8. Я не знаю (DJ Nikk hardclub mix) — 06:24
9. Грусть (А. Крашенинников и М. Степанов acoustic mix) — 03:35
10. 2000 лет (Arrival project mix) — 04:08
11. Полет (DJ Шмель filter vocal mix) — 06:07
12. 2000 лет (DJ Smile feat. Aura project cosmic mix) — 05:05
13. На краю света (Роман Рябцев remix) — 04:00
14. Солнышко (Instrumental) — 04:20

### Выше неба (2001)
1. Давайте петь — 04:04
2. Выше неба — 03:55
3. Место над землёй — 05:11
4. Интернет — 04:36
5. Немая вечность — 04:23
6. Как твои дела? — 03:29
7. Два часа до Москвы — 05:54
8. Странные сны — 03:48
9. Smile track — 04:54
10. Я делаю вдох (Arrival project hard mix) — 05:09
11. Я делаю вдох (Maxibeat remix) — 05:05

### До свидания, Лето (2002)
1. До свидания, Лето — 03:37
2. До утра — 04:07
3. Не ругай меня — 04:03
4. Ты и я — 03:49
5. Желание — 04:38
6. Не уходи — 04:08
7. Мне бы в космос… — 03:49
8. Дождик — 03:49
9. Звезда на песке — 04:32
10. Последняя песня — 04:58
11. Wie geht es dir? — 03:29
12. Irgendwo… — 03:49
13. Sonne — 04:21
14. Дождик (Караоке) — 03:47

### Радуга (2004)
1. Песенка для друзей — 04:24
2. Плохое кино — 03:48
3. Тайна — 03:16
4. Попала! — 03:38
5. Лень — 04:26
6. Радуга — 03:56
7. Птица — 04:24
8. Новый год идёт… — 03:51
9. Невеста бойца (Народная шуточная) — 03:20
10. Smile track 2 — 03:39
11. Тайна (Radio edit) — 03:29
12. Новый год идёт… (Dance mix) — 03:49
13. Радуга (Мигуэль-микс) — 03:53
14. Faul (Немецкая лень) — 04:24
15. Радуга (Караоке) — 03:59

### Это шоу-бизнес, baby (2005)
1. Всё нормально! — 04:00
2. Не с тобой — 05:07
3. Дождик — 03:46
4. Солнышко — 04:18
5. До утра — 04:02
6. Песенка для друзей — 04:24
7. 2000 лет — 05:00
8. Полёт — 05:11
9. Плохое кино — 03:48
10. Радуга — 03:56
11. Ты и я — 03:46
12. Я не знаю — 04:49
13. Последняя песня — 04:55
14. Попала! — 03:38
15. Улыбайте лица — 03:42

### Запрещённые песни (2006)
1. Intro-In — 01:52
2. Всё нормально! — 04:00
3. Не с тобой — 05:07
4. Не думай, не гадай — 04:10
5. Нежность — 04:08
6. Это небо… — 04:06
7. Соседи — 03:39
8. Утро. Вторник. Лето — 04:12
9. Колыбельная (История звёздной Русалочки) — 03:23
10. Без души (Sushi Electro mix) — 04:49
11. You are exellent (Club mix) — 05:56
12. You are exellent (Dj Digger hard mix) — 05:20
13. Smile track 3 — 04:41
14. Не думай, не гадай (Караоке) — 04:13
15. Intro-Out — 02:10

### Rarities (2020)
1. Я не знаю… (version 2) — 3:42
2. На краю света (Arrival Project remix) — 5:15
3. Всё просто …! (video edit) — 4:01
4. Я не знаю… (Arrival Project remix 1) — 3:58
5. Я делаю вдох (Arrival Project extended Hard remix) — 7:21
6. Sonne — 4:21
7. Irgendwo… — 3:49
8. Wie geht es dir? — 3:29
9. Интернет (radio mix) — 3:41
10. Я не знаю… (Arrival Project remix 2) — 4:50
11. Всё просто …! (concert mix) — 6:06
12. Солнышко (instrumental Electro mix) — 4:23
13. Demo for New Song 2001 — 4:03
14. Давайте петь! (instrumental concert mix) — 5:26
15. Место над землёй (instrumental) — 5:12
16. Полёт (instrumental) — 5:13
17. 2 часа до Москвы (instrumental) — 5:49
18. На краю света… (instrumental) — 3:48
19. Выше неба (instrumental concert mix) — 5:32
20. Интернет (instrumental) — 4:34
21. Грусть (instrumental) — 3:54
22. Всё просто… ! (instrumental) — 4:39
23. Немая вечность (instrumental) — 4:20
24. Как твои дела? (Arrival Project extended hard instrumental mix) — 5:31
25. Разрушенный храм (instrumental) — 4:39
26. Интернет (instrumental radio mix) — 3:42
27. Странный сны (instrumental) — 3:44
28. Я мечтаю / На краю света… (Demka 1998 mastering 2020) — 3:30
29. Немая вечность (Demka instrumental mastering 2020) — 4:30
30. Я мечтаю (Demka for DEMO 1998 mastering 2020) — 4:57
31. Интернет (Demka instrumental mastering 2020) — 3:37
32. Как твои дела? (Demo for vocal records) — 4:24

### Неизданные песни
1. Супер мама — 03:28 (2004)
2. Такая весна — 03:26 (2008)
3. Не молчи — 03:06 (2009)
4. Точка — 02:56 (2009)
5. Первый поцелуй — 04:04 (2009)
6. Создай движение — 04:05 (2010)
7. Расплетает косы весна (Саша Зверева) — 03:34 (2011)
8. Kiss My Lips — 04:53 (2011)
9. Солнечный дождь — 05:09 (2011)
10. So hard — 04:00 (2011)
11. В невесомости — 05:52 (2012)
12. Мимо облаков — 03:32 (2012)
13. Солнышко 2012 (Demo & Dasha) — 04:23 (2012)
14. Это лето — 03:23 (2013)
15. Любовь за нас — 03:24 (2013)
16. Романтика (Love T) — 03:32 (2019)
17. Осознанно (Для Тебя) (Love T) — 03:50 (2019)
18. На волне (Love T) — 03:27 (2019)

## Видеоклипы
| Номер | Год            | Клип                                       | Режиссёр         | Состав                                                           |
| ----- | -------------- | ------------------------------------------ | ---------------- | ---------------------------------------------------------------- |
| 1     | сентябрь, 1999 | Солнышко                                   | Александр Игудин | А. Зверева, Д. Поляков, М. Железняк                              |
| 2     | декабрь, 1999  | Я не знаю                                  | Влад Опелянц     | А. Зверева, А. Зайцева, П. Пеняев                                |
| 3     | апрель, 2000   | Я делаю вдох                               | Александр Игудин | А. Зверева, А. Зайцева, П. Пеняев                                |
| 4     | октябрь, 2000  | Выше неба                                  | К. Мурзин        | А. Зверева, А. Зайцева, П. Пеняев                                |
| 5     | июль, 2000     | Всё просто!                                | Александр Игудин | А. Зверева, А. Зайцева, П. Пеняев                                |
| 6     | сентябрь, 2000 | Давайте петь                               | Александр Игудин | А. Зверева, А. Зайцева, П. Пеняев                                |
| 7     | март, 2001     | Странные сны                               | Александр Игудин | А. Зверева, А. Зайцева, П. Пеняев                                |
| 8     | ноябрь, 2001   | Улыбайте ваши лица (feat. Братья Улыбайте) | Александр Игудин | А. Зверева, А. Зайцева, П. Пеняев                                |
| 9     | февраль, 2002  | Дождик                                     | Александр Игудин | А. Зверева, А. Зайцева, П. Пеняев                                |
| 10    | декабрь, 2003  | Новый год идёт                             | Александр Игудин | А. Зверева, А. Зайцева, П. Пеняев                                |
| 11    | декабрь, 2009  | Не молчи                                   | М. Лапис         | А. Зверева, П. Панов, Д. Ратушев, В. Разживин                    |
| 12    | декабрь, 2010  | Новый год идёт (Raduga Remix 2011)         |                  | А. Зверева, П. Панов, Д. Ратушев, В. Разживин                    |
| 13    | сентябрь, 2011 | Kiss my lips                               | Александр Игудин | Д. Победоносцева, П. Панов, А. Пермяков, Д. Ратушев, В. Разживин |
| 14    | апрель, 2012   | Мимо облаков                               |                  | Д. Победоносцева, П. Панов, А. Пермяков, Д. Ратушев, В. Разживин |
| 15    | апрель, 2013   | Это Лето                                   |                  | Д. Победоносцева, П. Панов, А. Пермяков, Д. Ратушев, В. Разживин |

## Участники
| Участник             | Роль в группе         | Годы пребывания в группе                             | Количество лет      | Причина ухода                     |
| -------------------- | --------------------- | ---------------------------------------------------- | ------------------- | --------------------------------- |
| Александра Зверева   | Вокал                 | апрель 1999 — май 2011                               | 12 лет и 1 месяц    | Желание заняться сольной карьерой |
| Данила Поляков       | Хореография           | апрель 1999 — декабрь 1999                           | 8 месяцев           | Желание стать актёром в театре    |
| Мария Железнякова    | Хореография           | апрель 1999 — ноябрь 1999                            | 7 месяцев           | Желание заняться учёбой           |
| Дмитрий Постовалов   | Продюсер, автор песен | апрель 1999 — ноябрь 2002, январь 2008 — апрель 2009 | 4 года и 10 месяцев | Новые проекты                     |
| Анна Зайцева         | Хореография           | декабрь 1999 — апрель 2008                           | 8 лет и 4 месяца    | Уход к А. Варум                   |
| Павел Пеняев         | Хореография           | декабрь 1999 — апрель 2008                           | 8 лет и 4 месяца    | Уход к А. Варум                   |
| Вадим Поляков-Мидлер | Продюсер, Автор песен | 1998-по настоящее время                              |                     |                                   |
| Дарья Победоносцева  | Вокал                 | с июня 2011                                          |                     |                                   |
| Павел Панов          | Хореография           | с марта 2009                                         |                     |                                   |
| Данила Ратушев       | Хореография           | с марта 2009                                         |                     |                                   |
| Александр Пермяков   | Хореография           | с сентября 2011                                      |                     |                                   |
| Вадим Разживин       | Хореография           | с марта 2009                                         |                     |                                   |

| Участник (вокалистки и танцоры) | Годы пребывания в группе | Количество записанных песен | Количество выпущенных альбомов | Количество клипов |
| ------------------------------- | ------------------------ | --------------------------- | ------------------------------ | ----------------- |
| Александра Зверева              | 1999 — 2011              | 89                          | 7                              | 11                |
| Данила Поляков                  | 1999                     | 13                          | 1                              | 1                 |
| Мария Железняк                  | 1999                     | 13                          | 1                              | 1                 |
| Анна Зайцева                    | 1999 — 2008              | 70                          | 6                              | 9                 |
| Павел Пеняев                    | 1999 — 2008              | 70                          | 6                              | 9                 |
| Дарья Победоносцева             | с 2011                   | 5                           |                                | 3                 |
| Данила Ратушев                  | с 2012                   | 2                           |                                | 1                 |
| Александр Пермяков              | с 2012                   | 2                           |                                | 1                 |
| Вадим Разживин                  | с 2012                   | 2                           |                                | 1                 |
| Павел Панов                     | с 2012                   | 2                           |                                | 1                 |

## Составы
| Годы                       | Количество лет   | Вокал            | Хореография | Хореография | Хореография | Хореография |
| -------------------------- | ---------------- | ---------------- | ----------- | ----------- | ----------- | ----------- |
| апрель 1999 — ноябрь 1999  | 7 месяцев        | А. Зверева       | Д. Поляков  | М. Железняк |             |             |
| ноябрь 1999 — декабрь 1999 | 1 месяц          | А. Зверева       | Д. Поляков  |             |             |             |
| декабрь 1999 — апрель 2008 | 8 лет и 4 месяца | А. Зверева       | А. Зайцева  | П. Пеняев   |             |             |
| апрель 2008 — апрель 2009  | 1 год            | А. Зверева       |             |             |             |             |
| апрель 2009 — май 2010     | 1 год и 1 месяц  | А. Зверева       | В. Разживин | П. Панов    | Д. Ратушев  |             |
| май 2010 — май 2011        | 1 год            | А. Зверева       | В. Разживин | П. Панов    | Д. Ратушев  |             |
| май 2011 — сентябрь 2011   | 4 месяца         | Д. Победоносцева | В. Разживин | П. Панов    | Д. Ратушев  |             |
| с сентября 2011            |                  | Д. Победоносцева | В. Разживин | П. Панов    | Д. Ратушев  | А. Пермяков |